# Long Cương
Long Cương (tiếng Trung: 龙岗区, Hán Việt: Long Cương khu) là một quận nội thành trực thuộc thành phố cấp phó tỉnh phố Thâm Quyến, tỉnh Quảng Đông, Cộng hòa Nhân dân Trung Hoa. Trụ sở chính quyền quận ở số 328, đường Trung Sơn Thất. Lệ Loan có diện tích 844,07 km2, dân số 1.930.000 người. Quận này được thành lập ngày 1/2/1993 từ huyện Bảo An tách ra. Quận Long Cương nằm ở phóa đông bắc Thâm Quyến